# Іван та Марія (фільм)
«Іван та Марія» (рос. «Иван да Марья») — радянський фільм-казка 1974 року.

## Сюжет
Про незвичайні пригоди в царстві безглуздого царя-самодура Євстигнея XIII, в поєдинку з яким бравий солдат Іван — майстер на всі руки — здобуває перемогу.

## У ролях
- Іван Бортник —  Іван, російський солдат
- Тетяна Піскунова —  Марія-солдатка
- Іван Рижов —  цар Евстигней XIII
- Єлизавета Уварова —  Федотівна, нянька
- Лія Ахеджакова —  царівна Аграфіна
- Микола Лавров —  Соловій-розбійник
- Микола Бурляєв —  Маркізет, заморський королевич
- Зінаїда Славіна —  Баба-Яга
- Валентин Нікулін —  Тимоша, привид вежі
- Фелікс Антипов — Лісовик
- Віталій Шаповалов — Перевертень
- Ігор Окрепілов — Водяний
- Лев Круглий —  воєвода
- Артур Ніщенкін —  сват, ад'ютант воєводи
- Микола Погодін —  сват, ад'ютант воєводи
- Віктор Уральський —  стражник
- Валентин Гафт —  скарбник
- Михайло Козаков —  касир
- Віктор Сергачов —  поет Петя
- Микола Романов —  дзвонар
- Валентин Брилєєв —  стражник

## Знімальна група
- Автор сценарію: Олександр Хмелик
- Режисер: Борис Рицарєв
- Оператор:  Олексій Чардинін
- Художник:  Галина Анфілова,  Анатолій Анфілов
- Композитор:  Олександр Чайковський